# Hitoshi Ono
Hitoshi Ōno (大野均, Ōno Hitoshi; nacido el 6 de mayo de 1978 en Kōriyama Fukushima) es un rugbista japonés. Juega de segunda línea para la selección de rugby de Japón. Lo apodan "Iron Man".
Ono comenzó a jugar rugby después de abandonar el béisbol en la Universidad Nihon donde estaba estudiando para convertirse en bombero. Sin embargo, cambió de carrera y se unió a los Toshiba Brave Lupus en 2001, con quienes ha logrado ganar la Top League en cuatro ocasiones.
Hizo su debut internacional con la selección nacional contra Corea del Sur. Se convirtió en miembro regular del equipo nacional desde entonces en adelante y representó a su país tanto en la Copa Mundial de 2007 como la de 2011. Desde que Eddie Jones asumió el cargo de seleccionador nacional de Japón en 2012, no se ha perdido un solo encuentro internacional y se ha convertido en el jugador con más partidos de todos los tiempos con la selección japonesa.
Después del terremoto y tsunami y el desastre nuclear de Fukushima en 2011, la granja de la familia de Ono se resintió enormemente, y junto con el pilier Kensuke Hatakeyama quien perdió su hogar, fue nombrado capitán honorario en el partido honorario de las 5 naciones de Asia de 2011 con equipo de EAU por el entrenador John Kirwan para marcar la solidaridad del equipo con la causa.